# Para cantar he nacido
"Para cantar he nacido" es el primer álbum de estudio de Abel Pintos publicado en 1997. Abel grabó  este álbum bajo el sello discográfico de Sony Music y producido por León Gieco quien además de productor, Gieco es una especie de modelo artístico para este talento adolescente quien ve en León una feliz combinación entre el rock nacional y el folklore. "Para cantar he nacido" se llamó la placa que fue grabada durante el mes de marzo en los estudios ION. Consta de 18 canciones de autores reconocidos como Horacio Banegas, Carlos Carabajal, Peteco Carabajal, Raúl Carnota, Atahualpa Yupanqui, César Isella, Bebe Ponti, entre otros. Su primer corte de difusión llevó el nombre de su álbum: "Para cantar he nacido", con el que consiguió galardones de los Festivales Folclóricos más importantes de Argentina.

## Lista de canciones
| N.º | Título                              | Escritor(es)                                | Duración |  |
| 1.  | «Para cantar he nacido»             | Bebe Ponti - Horacio Banegas                | 3:27     |  |
| 2.  | «Cuando llegue el alba»             | Jorge Cafrune                               | 3:46     |  |
| 3.  | «Chacarera del triste»              | Hermanos Simon                              | 2:02     |  |
| 4.  | «Campo afuera»                      | Carlos Difulvio                             | 2:27     |  |
| 5.  | «Mi pueblo azul»                    | Ramón Navarro                               | 3:04     |  |
| 6.  | «De fiesta en fiesta»               | Peteco Carabajal                            | 1:58     |  |
| 7.  | «Debajo de la morera»               | Virgilio Carmona                            | 3:33     |  |
| 8.  | «Taki ongoy/Encuentro en Cajamarca» | Victor Heredia                              | 3:46     |  |
| 9.  | «Salamaqueando pa mí»               | Raúl Carnota                                | 2:40     |  |
| 10. | «El 180»                            | Acuña-Ruiz/Chazarreta                       | 1:51     |  |
| 11. | «Para cobrar altura»                | Victor Heredia                              | 4:10     |  |
| 12. | «Chacarera de las piedras»          | Atahualpa Yupanqui                          | 2:09     |  |
| 13. | «Grito santiagueño»                 | Raúl Carnota                                | 3:31     |  |
| 14. | «La flor azul»                      | Mario Arnedo Gallo Antonio Rodríguez Villar | 2:21     |  |
| 15. | «El bailarín de los montes»         | Peteco Carabajal                            | 1:53     |  |
| 16. | «No te puedo olvidar»               | Jorge Cafrune                               | 3:51     |  |
| 17. | «Fuego en Anymaná»                  | Armando Tejada Gómez César Isella           | 3:40     |  |
| 18. | «Vuelvo a amarte mi pueblo»         | Cuti y Roberto Carabajal                    | 2:51     |  |

- Datos: Q22687927